# Pellaea gleichenioides
Pellaea gleichenioides är en kantbräkenväxtart som först beskrevs av Gardn., och fick sitt nu gällande namn av Christ. Pellaea gleichenioides ingår i släktet Pellaea och familjen Pteridaceae. Inga underarter finns listade.